# 直接轉矩控制
直接轉矩控制（Direct torque control，簡稱DTC）是一種變頻器控制三相電動機轉矩的方式。其作法是依量測到的馬達電壓及電流，去計算馬達磁通和轉矩的估測值，而在控制轉矩後，也可以控制馬達的速度。

## 直接轉矩控制架構
在直接轉矩控制中，定子磁通用定子電壓積分而得。而轉矩是以估測的定子磁通向量和量測到的電流向量外積為估測值。磁通和轉矩會和參考值比較，若磁通或轉矩和參考值的誤差超過允許值，變頻器中的功率晶體會切換，使磁通或轉矩的誤差可以盡快縮小。因此直接轉矩控制也可以視為一種磁滯或继电器式控制。
直接轉矩控制的特性如下：
- 調整轉矩和磁通的命令，即可快速調整轉矩和磁通。
- 高效率，低損耗：其功率晶體的切換只是為了讓轉矩和磁通維持磁滯區間，因此切換損失（德语：Schaltverluste）可以降到最低。
- 階躍響應不會过冲。
- 所有的計算都是在靜止座標系統下計算，不需要一般向量控制處理旋转座標需要的帕克变换。
- 會用磁滯控制會直接產生功率晶體切換訊號，不需要獨立的脈衝寬度調變。
- 沒有PID控制器，不需對控制進行調校。
- 功率晶體的切換頻率不是定值，不過透過控制轉矩和磁通誤差的大小，仍可以約略調整平均切換頻率在某參考值附近，也可以以此維持電流和轉矩漣波為較小值。因此仍可以和傳統向量控制一樣，控制其電流和轉矩漣波。
- 因為磁滯控制的關係，其切換本身即為隨機的，因此在電流頻譜上沒有特別大的峰值，因此其機器產生的噪音也比較小。
- 在演算法中已考慮中間直流電路的電壓變動（電壓積分）。因此不會因為直流電壓漣波混疊或暫態而造成的問題。
- 由於控制速度很快，可以直接進行旋轉電動機的交流同步（英语：Synchronization (alternating current)），只要讓轉矩命令為0，啟動變頻器即可，其演算法可以快速偵測電動機磁通。
- 數位控制硬體很快，因此磁通和轉矩已不會偏離容許範圍太多。一般來說其控制演算法需在10 - 30毫秒內完成。不過因為其演算法簡單，需要的運算量很小。
- 需要非常高品質，沒有雜訊的電流量測裝置的，因為量測訊號中的雜訊會造成錯誤的控制輸出。另外此控制架構不能使用低通滤波器來移除雜訊，因為滤波器會造成控制信號延遲，破壞磁滯控制，因此讓此問題更加複雜。
- 為了降低磁通估測的誤差，定子電壓量測的偏差值誤差越低越好。因此定子電壓常會用量測到的直流電路電壓以及功率晶體切換信號來估測。
- 電動機高速時，此方法對電動機參數的敏感度不高。不過低速時，用來估測定子磁通的定子電阻誤差就非常重要。

直接轉矩控制有不少明顯的優點，但需要的取樣頻率較高（最快會到40kHz，而一般的向量控制約是6–15 kHz），會造成變頻器的切換損失較大．而且力矩漣波也比較差。
即使在沒有電動機速度回授的情形下，直接轉矩控制也可以運作的很好。不過磁通估測多半是用電動機相電壓的積分，因為電壓量測以及定子電阻都會存在誤差無法避免，在低速积分的誤差會比較大。因此若變頻器的輸出頻率為零時，是無法控制電動機的。不過若是仔細地設計控制系統，有可能讓最低頻率低到0.5 Hz至1 Hz，這已經足以讓异步电动机在靜止條件下輸出全轉矩。若在電動機正反轉切換時，速度可以快速通過零點，不會造成過大的磁通估測偏差，也可以做電動機的正反轉切換。
直接轉矩控制的變頻器若要在低速（甚至零速下）連續運作，可以配合輪速感測器或旋轉編碼器來偵測速度。配合這些感測器，可以在全速度範圍內都有高精度的轉矩控制及速度控制。

## 歷史
直接轉矩控制是由Manfred Depenbrock在美國申請專利，後來也在1984年10月20日在德國申請專利，兩者專利用的術語是直接自控制（direct self-control, DSC）。不過日本的高橋勲（Isao Takahashi）和野口敏彦（Toshihiko Noguchi）在1984年的IEEJ期刊中也提到類似的控制架構，稱為直接轉矩控制，後來也在1986年在IEEE期刊中發表。一般認為上述三人就是直接轉矩控制發明者。
直接轉矩控制（DTC）以及直接自控制（DSC）的差異是其控制的磁通向量的軌跡，前者類似圓形，而後者是六邊形，其原因是前者的切換頻率較高。直接轉矩控制是針對低中功率的驅動器，而直接自控制是針對較高功率的驅動器 （為了簡單起見，本文後面都只用直接轉矩控制指稱這兩種技術）。
直接轉矩控制在1980年後期開始導入應用，因為其簡單，而且在高性能异步电动机驅動器應用上，可以有非常快速的轉矩及磁通速度響應，因此有廣泛的應用。
Baader1989年的論文中也有探討直接轉矩控制，對此一主題有許多的貢獻。
第一個商業成功的DTC產品是由ABB所開發，是在1980年代末期針對德國DE502柴油機車的牽引電機應用，以及後來在1995年問世的ACS600系列變頻器。ACS600後來被ACS800及ACS880變頻器所取代。Vas、Tiitinen等人以及Nash都在直接轉矩控制以及ACS600上有許多貢獻。
直接轉矩控制曾用在三相電輸電網路側的電壓轉換器控制。輸電網路側的轉換器結構類似馬達驅動器中使用的晶体管逆變器。因此它除了將交流整流成直流外，也可以將直流能量傳送回交流電。而且其電源端的相電流很接近弦波，可以依照需求調整其功率因数。在此版本的直接轉矩控制中，會將電網視為一個大型的電動機。
針對內永磁同步發電機（IPMSM）的直接轉矩控制是在1990年末期提出，針對同步磁阻馬達（SynRM）的則是在2010年提出。
直接轉矩控制也在2000年代初期用在雙饋電機控制中雙饋發電機常用在1-3 MW的風力發動機裡。
直接轉矩控制的控制性能非常好，但其實現需要的硬體複雜程度，比相近性能的FOC要高很多，因此工業應用較晚才出現。
從1990年代末期開始，有許多論文探討直接轉矩控制以及其衍生內容，例如使用空間向量調變的版本，這樣就可以有固定的切換頻率。
Depenbrock的主要直接轉矩控制專利期限是到2000年代中期為止，因此ABB以外的公司也提出類似直接轉矩控制的機能。